# إلياس سميث (صحفي مواليد 1804)
إلياس سميث (بالإنجليزية: Elias Smith) هو صحفي وقاضي ومحامي وقسيس أمريكي، ولد في 6 سبتمبر 1804 في رويالتون في الولايات المتحدة، وتوفي في 24 يونيو 1888 في سولت ليك في الولايات المتحدة.